# Папирус Фуада 266
Папирус Фуада 266 (LXXP. Fouad Inv. 266) је рукопис Септуагинте, грчке верзије Петокњижја, палеографски датиран у 1. век пре нове ере. Рукопис је сачуван у фрагментарном стању. Име је добио по египатском краљу Ахмеду Фуаду I.

## Опис
Грчки текст је написан на папирусу унцијалним писмом. Текст је написан 33 реда по колони. Папирус је означен бројем 847, 848 и 942 у списку рукописа Септуагинте у складу са савременом нумерацијом Алфреда Ралфса. Сачувани текстови су фрагменти из Поновљених закона 31:28-32:6. Параграфи су нумерисани (5, 26, 27). Сачувано је 117 фрагмената рукописа.
Рукопис се приписује 1. или 2. веку пре нове ере. То је други најстарији познати рукопис Септуагинте. У папирусу Фуада, име Бога појављује се као тетраграматон (хебрејски יהוה‎) где год је замењено са κυριος (грчки, „Господ“) и θεος (грчки, „Бог“) у каснијим рукописима. Наследник Рудолфа Китела, Паул Кахле, јеврејски научник који је радио на Библиа Хебраица Стутгартенсиа, написао је:
"Карактеристика овог папируса је то што је име Бога приказано у Тетраграматону, написаном квадратним хебрејским писмом. Проучивши, на мој захтев, објављене фрагменте овог папируса, отац Вакари је дошао до закључка да овај папирус, написан највероватније око 400 година пре Ватиканског кодекса, садржи можда најтачнији текст Поновљених закона који је до нас дошао."

## ИЗВОРИ
1. ↑  „Septuaginta. Vetus Testamentum Graecum”. Vandenhoeck & Ruprecht Verlage (на језику: немачки). Приступљено 2023-03-31.
2. ↑  Metzger, Bruce M. (1981). Manuscripts of the Greek Bible : an introduction to Greek palaeography. New York: Oxford University Press. ISBN 0-19-502924-0. OCLC 6943206.
3. ↑  Hurtado, Larry W. (2006). The earliest Christian artifacts : manuscripts and Christian origins. Grand Rapids, Mich.: William B. Eerdmans Pub. Co. ISBN 0-8028-2895-7. OCLC 70668672.